# 肇豐縣
肇丰县（越南语：／）是越南广治省下辖的一个县。面积354.92平方千米，2019年总人口88852人。

## 地理
肇丰县位于石捍江流域的下游，西北接东河市和由灵县，西接甘露县，西南接达克容县，东南接广治市社和海陵县，东北临南海。

## 历史
1977年3月11日，肇丰县和海陵县合并为肇海县。
1981年5月18日，肇海县增设广治市镇。
1981年9月11日，肇海县肇良社、肇礼社2社划归东河市社管辖。
1981年9月17日，巴龙社析置肇源社，肇云社析置肇安社。
1989年6月30日，平治天省重新分设为广平省、广治省和承天顺化省；肇海县划归广治省管辖。
1989年9月16日，肇海县以广治市镇析置广治市社。
1990年3月23日，肇海县恢复分设为肇丰县和海陵县；肇丰县下辖肇上社、肇爱社、肇江社、肇城社、肇隆社、肇大社、肇顺社、肇度社、肇和社、肇东社、肇中社、肇山社、肇才社、肇泽社、肇福社、肇安社、肇云社、肇陵社、肇源社、巴龙社和海福社21社。
1994年8月1日，肇爱社析置爱子市镇。
1996年12月17日，以海福社、巴龙社、肇源社3社和向化县10社析置达克容县。
2019年12月17日，肇东社并入肇城社。
2024年11月14日，越南国会常务委员会通过决议，自2025年1月1日起，肇山社和肇陵社合并为肇基社，肇云社和肇安社合并为肇新社。

## 行政区划
肇丰县下辖1市镇15社，县莅爱子市镇。
- 爱子市镇（Thị trấn Ái Tử）
- 肇爱社（Xã Triệu Ái）
- 肇基社（Xã Triệu Cơ）
- 肇大社（Xã Triệu Đại）
- 肇度社（Xã Triệu Độ）
- 肇江社（Xã Triệu Giang）
- 肇和社（Xã Triệu Hòa）
- 肇隆社（Xã Triệu Long）
- 肇福社（Xã Triệu Phước）
- 肇才社（Xã Triệu Tài）
- 肇新社（Xã Triệu Tân）
- 肇城社（Xã Triệu Thành）
- 肇顺社（Xã Triệu Thuận）
- 肇上社（Xã Triệu Thượng）
- 肇泽社（Xã Triệu Trạch）
- 肇中社（Xã Triệu Trung）

## 交通
统一铁路、1号国道经过肇丰县。

## 名人
- 阮文祥（1824-1886年）：越南阮朝官員，他在嗣德帝死後擔任輔政大臣。
- 黎笋（1907-1986年）：越南共產黨、越南民主共和國和越南社會主義共和國的主要領導人之一。
- 段奎（1923-1999年）：越南人民軍大將。